# Belpech
Belpech is een gemeente in het Franse departement Aude (regio Occitanie). De plaats maakt deel uit van het arrondissement Carcassonne. Belpech telde op 1 januari 2022 1.339 inwoners.

## Geografie
De oppervlakte van Belpech bedroeg op 1 januari 2022 42,46 vierkante kilometer; de bevolkingsdichtheid was toen 31,5 inwoners per km².
De onderstaande kaart toont de ligging van Belpech met de belangrijkste infrastructuur en aangrenzende gemeenten.

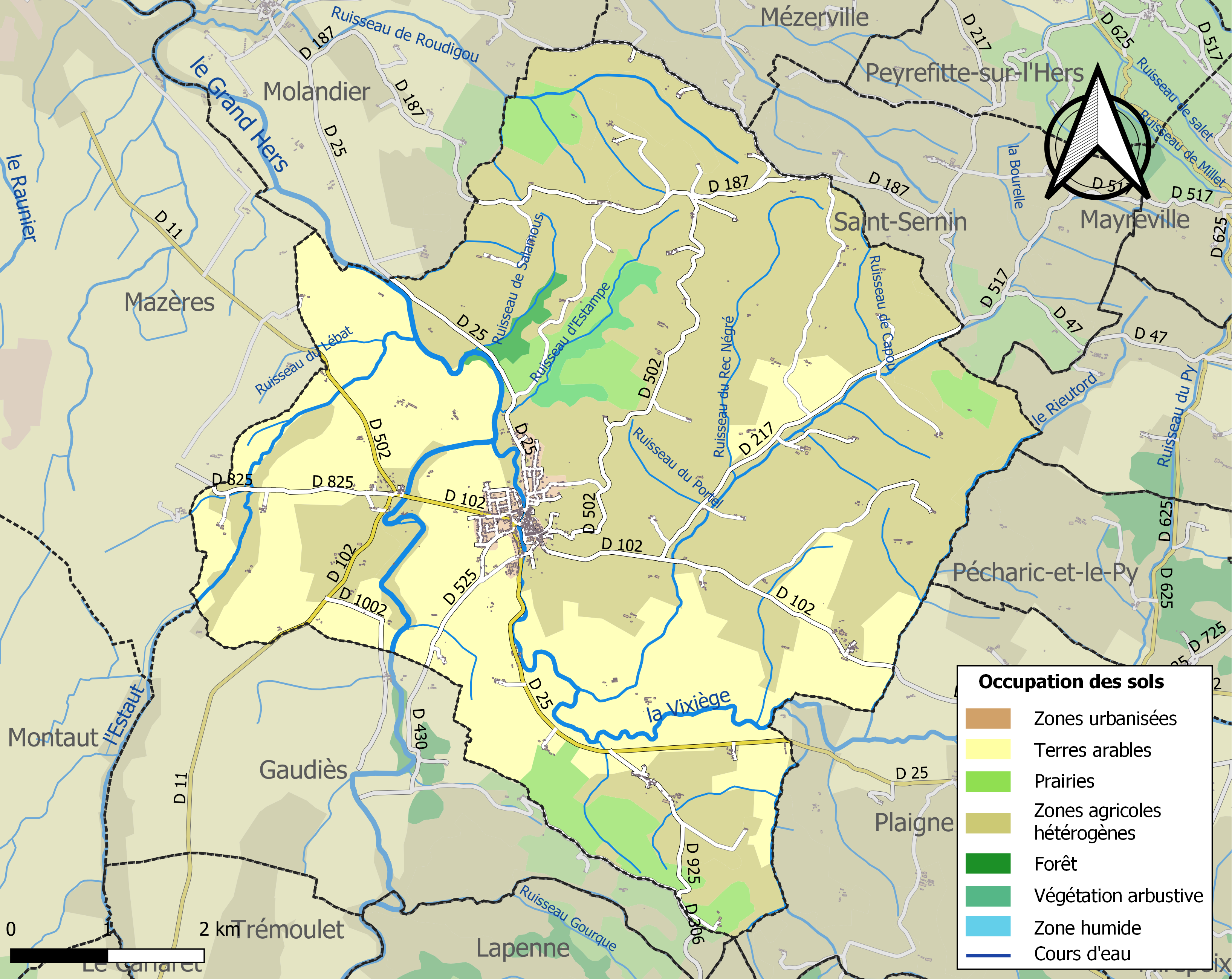

## Demografie
Onderstaande figuur toont het verloop van het inwonertal (bron: INSEE-tellingen).

Vanwege een beveiligingsprobleem met de MediaWiki Graph-software is het momenteel niet mogelijk deze grafiek weer te geven. Zodra de software is bijgewerkt zal de grafiek vanzelf weer zichtbaar worden.